# Pilawin
Pilawin (ukr. Пилявин) – nieistniejący folwark położony ok. 1 km na południe od wsi Suchowola na Ukrainie w rejonie zwiahelskim obwodu żytomierskiego.

## Dwór
- dwór myśliwski w stylu rustykalnym z oficyną, pośrodku parterowy, skrzydła piętrowe kryte dachem dwuspadowym, skierowanym szczytem do frontu; nad wejściem balkon na kolumnach[3]. Obiekt posiadał elewację ozdobioną porożami. W 1910 r. nastąpiła jego przebudowa. Na ganku znajdowało się jedno poroże jelenia, a na naczółku wieńczącej ganek mansardy oprócz tarczy z herbem Pilawa[4]. Przy dworze park myśliwski założony w 1903 r.[3][5]